# Phù Lưu (làng cổ)
Phù Lưu (phiên âm từ chữ "blầu" trong tiếng Việt cổ) là ngôi làng cổ ở phường Đông Ngàn, thành phố Từ Sơn, Bắc Ninh. Làng còn có tên gọi là làng Giầu (Trầu) hay Chợ Dầu, là nơi có truyền thống buôn bán và văn hóa lâu đời, quê hương của nhiều trí thức, văn nghệ sĩ nổi tiếng thời kỳ cận hiện đại. Nơi đây còn tồn tại di tích đình, đền, chùa đã được xếp hạng di tích lịch sử văn hóa, cũng như những di chỉ khảo cổ thuộc thời kỳ đồ đá mới.

## Làng buôn bán
Làng Phù Lưu cách thủ đô Hà Nội 16 km về phía bắc, nằm bên Quốc lộ 1, gần kề với thị trấn Từ Sơn. Nơi đây có đầm Phù Lưu, được coi là nơi khởi đầu sông Tiêu Tương, con sông truyền thuyết đã gắn liền với sự tích Trương Chi - Mỵ Nương cũng như trong văn hóa dân gian của vùng Kinh Bắc. Do thuận lợi về vị trí, cũng như phong thủy, Phù Lưu đã sớm hình thành nghề buôn bán từ xa xưa.
Trong những thế kỷ XV, XVI, Phù Lưu đã từng là một chợ mang tên Thị Thôn. Cuối thế kỷ XV, chợ chùa Phù Lưu trở thành là một chợ nổi tiếng, thu hút nhiều thương khách đến buôn bán. Chợ ngày càng phát triển sầm uất mở rộng cả vào khu đình làng. Chợ Giàu đã trở thành trung tâm buôn bán không những của huyện Đông Ngàn xưa mà là của cả tỉnh Bắc Ninh trước kia. Chợ buôn bản mặt hàng chính là trầu cau, cùng nhiều loại khác: hàng xén, tơ lụa, vải vóc, gốm sứ, hàng quà và hàng hoá phục vụ nhà nông...
Từ năm 1937, phố Phủ Từ Sơn được thành lập, trung tâm văn hóa nơi đây được chuyển dần ra thị trấn. Năm 1958, chính quyền địa phương quyết định chuyển chợ trong thôn Phù Lưu ra vị trí mới, đặt tên là chợ Bách hoá Từ Sơn. Đến tận năm 2000, chợ mới được đầu tư, xây dựng lại, lấy tên cũ là Chợ Giầu (Chợ Giàu).
Trải qua nhiều năm tháng, những người dân Phù Lưu vẫn giữ được truyền thống buôn bán xưa. Trong thời kỳ bao cấp, những hộ buôn bán chủ yếu tham gia hợp tác xã mua bán. Khi Đổi mới, thương nghiệp Phù Lưu lại càng phát triển. Ước tính vào năm 2005, người Phù Lưu tham gia buôn bán tại chỗ là khoảng 3000 người, ở Thành phố Hồ Chí Minh khoảng 2000, Hà Nội khoảng 2000, các tỉnh khác khoảng 1000, ở nước ngoài khoảng 1000. Dân Phù Lưu thường tự hào rằng ở đâu có chợ, ở đó có người Phù Lưu.

## Văn hóa

### Đình, đền, chùa
Cụm di tích làng Phù Lưu bao gồm đình, đền, chùa nằm trên trục đường chính của làng.
Đình Phù Lưu là ngôi đình cổ có diện tích 426,7 m², được xây dựng vào cuối thế kỷ XVI. Cuối thế kỷ XVIII, đình được mở rộng và tu sửa lại. Ngôi đình có kiến trúc và nghệ thuật chạm khắc gỗ độc đáo, mang tính cách điệu hóa cao. Đình thờ Thành hoàng làng và ông Lê Trần Cổ, người khởi dựng đình.Ngay bên phải đình là Pháp Quang tự - một ngôi chùa có kiến trúc độc đáo. Văn bia năm 1697 còn dòng chữ "Pháp Quang quán hưng công thủy tạo thạch trụ kính thiên đài" (nghĩa là: Bắt đầu làm trụ đá kính thiên của Pháp Quang quán). Điều này đưa đến giả thiết chùa trước là đạo quán. Tiếc rằng không có thêm tư liệu để khẳng định. Đền thờ Đức Thánh Tam Giang tức hai anh em Trương Hống - Trương Hát, thần tích ghi là hai danh tướng của Triệu Quang Phục chống quân Lương vào thế kỷ VI. Theo nhiều tài liệu, đây là truyền thống thờ thủy thần (ông Cộc ông Dài) của rất nhiều làng quê Kinh Bắc, đặc biệt các làng quê dọc bờ con sông Tiêu Tương cổ.
Không gian ngôi đình được miêu tả như sau:
| “ | Đình có cấu trúc kiểu chữ "đinh". Đại đình gồm bảy gian, hai chái, hai dĩ. Gian giữa rộng 4 m, sáu gian bên mỗi gian rộng 3,65 m, hai gian chái mỗi gian rộng 1,5 m, hai dĩ mỗi dĩ rộng 1,1m. Kết cấu gồm sáu vì gồm 70 cột lớn nhỏ. Mái lợp ngói mũi hài, bờ dải gắn gạch hộp hoa chanh, bốn đầu đao uốn cong thanh thoát. Hầu hết các đầu dư, cốn, ván nong, cửa võng... đều được chạm trổ. Đặc biệt, trên ván nong chạm nổi hình rồng chầu mặt nguyệt, trên lưng có hình tiên nữ cánh phượng, hình người đánh đàn, hình tiên nữ ngồi trên đầu nghê ở trụ cốn, đoàn người đua thuyền, cảnh đấu vật trong ngày hội. Các mảng chạm khắc đều có niên đại khoảng thế kỷ XVII. Bức cửa võng chạm đôi rồng chầu mặt nguyệt, dưới có năm chữ Hán: "Thánh cung vạn vạn tuế". Hai riềm ở hai cột cũng là đôi rồng, đầu chúc xuống dưới. Phần dưới cũng là đôi rồng chầu mặt nguyệt, có xen hoa lá và chim muông | ” |

Đình, đền, chùa làng Phù Lưu đã được Nhà nước công nhận di tích lịch sử văn hóa.

### Lễ hội
Hội làng Phù Lưu được tổ chức vào mồng 8 tháng 3 âm lịch hàng năm. Hội thờ Phật và Thành hoàng. Thành hoàng của làng là Đức thánh Tam Giang. Tên gọi Tam Giang xuất phát từ tên gọi mà các triều đại Phong kiến Việt Nam phong cho hai ông: Tam Giang thượng đẳng thần. "Tam Giang" còn bắt nguồn từ cách gọi chung của ba con sông là sông Cầu, sông Thương, sông Đuống - nơi có nhiều đền thờ hai ông. Hai anh em ngài được đánh giá, đều là bậc tướng, trí dũng song toàn, "sinh vi dũng tướng, tử vi minh thần".Trương Hống, Trương Hát sinh ra trong một gia đình gồm năm anh em, bốn trai, một gái. Ba người còn lại trong gia đình là Trương Lừng, Trương Lẫy, và người con gái là Trương Đạm Nương. Năm anh em sinh ngày 15, tháng Giêng, năm Nhâm Ngọ (502), người làng Vân Mẫu, xã Vân Mẫu, huyện Quế Dương (sau là Võ Giàng), quận Vũ Ninh, xứ Kinh Bắc, (nay là thôn Hai Vân, phường Vân Dương, thành phố Bắc Ninh). Hưởng ứng lời kêu gọi của Triệu Quang Phục các ngài đã nhập nghĩa quân và gúp Triệu Quang Phục đánh đuổi giặc Lương. Sau khi chiến thắng giặc Lương, Triệu Việt Vương kéo quân về Long Biên sang sửa đô thành.Nước nhà độc lập, Triệu Quang Phục lên ngôi vua, phong thưởng cho các tướng có công đánh giặc. Vua Triệu phong thực ấp cho hai anh em họ Trương ở Kinh Bắc, Trương Hống ở làng Tiên Tảo, huyện Kim Anh (nay là thôn Tiên Tảo, xã Việt Long, huyện Sóc Sơn), Trương Hát ở làng Tam Lư, huyện Đông Ngàn (nay là thôn Tam Lư, Từ Sơn, Bắc Ninh) là nơi dấy binh cũ.
Được tin Triệu Quang Phục lên ngôi vua, Lý Phật Tử (người họ Lý Nam Đế) đã đem quân đánh lại nhưng không thắng, bèn dùng kế cầu hôn gả con. Trương Hống và Trương Hát đã can Triệu Việt Vương đừng gã Cảo Nương cho Nhã Lang. Nhưng Triệu Quang Phục không nghe, mắc mưu của Lý Phật tử, rồi bị đánh úp. Lý Phật tử lên ngôi vua tự xưng là Hậu Lý Nam Đế và biết các ông là tướng tài giỏi bèn cho người vời ra làm quan. Song các ông nhất lòng trung quân không theo Lý Phật tử, thưa lại rằng: Tôi trung chẳng thờ hai vua, gái trinh chẳng đổi hai chồng, huống hồ ngươi là người bội nghĩa mà còn muốn khuất cái tiết bất di dịch này ư? Biết không thể khuất phục được, Lý Phật tử lệnh truy bắt các ông khắp nơi. Các ông trốn vào ở núi Phù Long; Nam Đế nhiều lần cho người đến truy nã không được, mới treo ngàn vàng cầu người bắt. Các ông bàn nhau cùng đem gia quyến xuôi dòng sông Cầu, uống thuốc độc để giữ trọn tấm lòng trung với vua. Nhân dân dọc theo sông Cầu và các nơi các ông từng đóng quân đánh giặc đã vô cùng khâm phục, thương tiếc, lập đền thờ làm Thần.
Lễ hội làng Phù Lưu - Chợ Giàu thể hiện lối sinh hoạt văn hóa của các cư dân nông nghiệp nói chung và người Kinh Bắc nói riêng. Hội có những trò vui: đánh cờ, đấu vật, bơi, rước ngựa chiến, chọi gà, cầu lông, bóng chuyền... Các cuộc thi như thi thổi xôi, làm cỗ gà, làm bánh vừng, chè đu đủ, dệt vải, bình thơ, xướng đối... Ngoài ra còn có các điếm hát quan họ ở ngoài đồi, trong nhà, trên thuyền.

### Khảo cổ
Năm 1962, ở khu vực Bãi Mịn đã phát hiện nhiều di chỉ khảo cổ thuộc thời đại đồ đá mới. Quá trình khảo cổ tại Phù Lưu đã cho thấy dấu vết của một công xưởng chế tạo đá (Bãi Tự) có quy mô khá lớn. Ở đây, người ta đã tìm thấy hàng trăm lưỡi cưa và mũi khoan đá, cùng rất nhiều phế vật, phác vật. Di chỉ này trải rộng và lan cả đến địa phận xã Tương Giang. Đặc biệt di chỉ ở đây còn mang nhiều yếu tố của văn hoá sơ kỳ thời đại đồng thau của Việt Nam, thuộc giai đoạn Phùng Nguyên muộn - Đồng Đậu sớm.

## Con người
Phụ nữ Phù Lưu xưa nổi tiếng giỏi giang buôn bán nuôi chồng con ăn học, nên nơi đây sớm hình thành truyền thống hiếu học. Sách Đồng Khánh dư địa chí lược viết: "Phù Lưu là tổng có nhiều người đỗ đạt nhất huyện". Đặc biệt Phù Lưu có Hương Hiền từ, là nơi tôn vinh các bậc khoa bảng.
Phù Lưu là quê hương của nhiều người thành danh trước và sau Cách mạng tháng 8. Người đỗ đạt khoa bảng có Tiến sĩ, nhà thơ Hoàng Văn Hoè, đã tham gia phong trào Cần Vương hay Nguyễn Đức Lân, đỗ Phó bảng năm Nhâm Dần (1842).
Ông Hoàng Thụy Chi, Tổng đốc Bắc Giang, dân làng thường gọi là cụ Tuần Chi, là người có cái lăng to đẹp ở đầu làng, và đã cho lát toàn bộ đường làng bằng đá xanh mà được nhà văn Kim Lân miêu tả trong truyện ngắn Làng nổi tiếng. Con trai ông Hoàng Thụy Chi là Hoàng Thụy Ba, bác sĩ y khoa đầu tiên ở bán đảo Đông Dương.
Họ Hoàng còn có Cử nhân Hoàng Tích Phụng, từng là tri phủ và tham gia Đông Kinh nghĩa thục, cùng những người con như nhà báo Hoàng Tích Chu, người mở đầu cách tân báo chí Việt Nam; họa sĩ Hoàng Tích Chù, đã nhận giải thưởng Hồ Chí Minh năm 2000; nhà viết kịch Hoàng Tích Linh cùng nhà biên kịch nổi tiếng Hoàng Tích Chỉ.

### Văn nghệ sĩ
Nhiều văn nghệ sĩ, trí thức khác cũng xuất thân từ Phù Lưu, như các nhà văn Kim Lân, Nguyễn Địch Dũng, Hoàng Hưng, nhà quay phim, Nghệ sĩ Nhân dân Nguyễn Đăng Bẩy, nhạc sĩ Hồ Bắc, dịch giả Hoàng Thúy Toàn, họa sĩ Nguyễn Thành Chương.

### Quân sự
- Trung tướng Chu Duy Kính Tư lệnh Quân khu Thủ đô
- Bộ trưởng Bộ tài chính Chu Tam Thức
- Hồ Tiến Nghị, Ủy viên Trung ương Đảng Cộng sản Việt Nam, Tổng Giám đốc Thông tấn xã, Trợ lý Tổng Bí thư Nông Đức Mạnh
- Hồ Huấn Nghiêm, cựu đại sứ Việt Nam tại Nga, Thứ trưởng Bộ Thương mại

### Nhà khoa học
- Giáo sư sử học Phạm Xuân Nam
- Giáo sư ngữ văn Chu Xuân Diên
- Giáo sư toán học Hồ Bá Thuần

## Trong văn học nghệ thuật
Truyền thống buôn bán của người Phù Lưu cũng như hình ảnh chợ Giàu đã đi vào nhiều câu ca dao:
Ai lên quán dốc chợ Giàu
Để thương, để nhớ để sầu cho khách đường xa.
hay:
Chợ Giàu bán sáo bán sành
Bắc Ninh bán những nhẫn vàng trao tay
Đình Bảng bán ấm bán khay
Phù Lưu họp chợ mỗi ngày một đông.
hay:
Chợ Giàu một tháng sáu phiên
Ai ơi nên nhớ chớ quên chợ Giàu
Người Bắc Ninh còn lưu truyền câu hát "Gan: Sặt/ Mặt: Đình Bảng/ Dáng: Chợ Giầu/ Đầu: Cẩm Giang" hay "mặt Báng, dáng Giầu". "Dáng Giầu" ý chỉ những người phụ nữ của chợ Giầu xinh đẹp, đảm đang, giỏi buôn bán. Phù Lưu và Đình Bảng cũng là hai làng buôn cổ nổi tiếng ở đất Kinh Bắc xưa.
Phù Lưu cũng chính là ngôi làng Chợ Dầu được nói đến truyện ngắn Làng (1948) của nhà văn Kim Lân (cũng là một người gốc làng chợ Giầu). Tác phẩm này đã khắc họa lại hình ảnh con người Phù Lưu qua nhân vật ông Hai, một người chợ Giầu có tình yêu làng tha thiết, nhưng lại quyết tâm từ bỏ làng mình khi nghe tin làng theo quân Pháp, để rồi cuối cùng lại vui sướng khi biết rằng làng mình đã chiến đấu chống Tây và bị địch đốt cháy.